# Herpilis
Herpilis de Estagira (en griego: Ἑρπυλλίς) fue una amante de Aristóteles después de que su esposa, Pitias, muriera (Herpilis era posiblemente una antigua esclava sirvienta de Pitias). 

## Vida
Herpilis ha sido poco mencionada en las biografías antiguas de Aristóteles debido a su baja reputación. Se considera que fue una concubina de Hermias.
No se sabe si Aristóteles y Herpilis llegaron a casarse, pero tuvieron un hijo, llamado Nicómaco, llamado así por el padre de Aristóteles. Nicómaco era bastante joven cuando Aristóteles escribió su testamento, como se puede ver en el hecho de que Nicanor, sobrino de Aristóteles por su hermana Arimneste, fue nombrado tutor hasta que Nicomaco cumpliera su mayoría de edad. También en su testamento otorgó a Herpilis numerosos suministros y posiblemente su libertad.